# Sirena (film 1947)
Sirena (Siréna) è un film del 1947 diretto da Karel Steklý.
Il soggetto è tratto dal romanzo di Marie Majerová che ha anche collaborato alla sceneggiatura.

## Trama
Il film racconta quello che accade durante uno sciopero avvenuto a Kladno, un centro minerario della Boemia.

## Riconoscimenti
- 1947 - Mostra internazionale d'arte cinematografica
  - Gran Premio Internazionale di Venezia per il miglior film
  - Premio internazionale per il miglior commento musicale